# Црква Светог Јована Крститеља у Јеревану
Црква Светог Јована Крститеља (јерм. Սուրբ Հովհաննես Մկրտիչ Եկեղեցի; Surp Hovhannes Mkrtich) активна је црква Јерменске апостолске цркве у старој области Конд у округу Кентрон у Јеревану, главном граду Јерменије. Црква је изграђена 1710. године на узвишењу на коме се раније налазила старија средњовековна црква која је страдала од последица земљотреса који је погодио Јереван и околину 1679. године. Изграђена је од стране богатог Јермена из тог периода, Мелика Агамала, који је у том периоду живео у Јеревану. Као и ранија средњовековна црква, и Црква Светог Јована Крститеља је тробродна базилика са основном правоугаоног облика са молитвеном просторијом и главним олтаром на источној страни, на коју се надовезују сакристије.

## Историја
Забринут због непривлачног стања цркве, архитекта Рафаел Израелјан је 1979. године католикосу свих Јермена, Вазгену I, представио пројекат темељне реконструкције цркве. План је побољшан, али је нажалост архитекта преминуо исте године. Десет година након тога, ауторов син, архитекта Арег Израелјан, претворио је очеву иницијативу у технички пројекат за који је добио и дозволу. Радни пројекат су креирали угледни архитекта Багдасар Арзуманијан и инжењер дизајна Аветик Такевеџијан. Током 1980-их црква је у потпуности реконструисана и обновљена под директним руководством цивилног инжењера Микајела Ованисијана. Купола и зидови цркве у потпуности су обложени седром. Поред екстеријера, обимни радови су реализовани и у унутрашњости цркве. На западној страни је изграђен додатни простор за хор, под је поплочан мермером, украшен је зид на главном олтару и реновиран је ентеријер. Изграђен је и звоник испред цркве. Године 2000. изграђен је образовно-културни центар „Ованес Козерн” у близини цркве у коме се организују курсеви страних језика и рачунарства, као и часови иконописања.

## Галерија
- Црква Светог Јована Крститеља пре рестаурације (1989) — поглед из хотела Двин
- Обновљена црква Светог Јована Крститеља
- Звоник испред улаза у цркву

- Звоник цркве
- Црква Светог Јована Крститеља 2015. године
- Унутрашњост цркве Светог Јована Крститеља током недељне литургијске службе

- Унутрашњост цркве
- Улаз у цркву Светог Јована Крститеља
- Улаз у цркву
- Један од споменика у дворишту цркве